# WTA Tokio IV
Das WTA Tokio IV (offiziell: Borden Classic) ist ein ehemaliges Damen-Tennisturnier der WTA Tour, das in der Stadt Tokio, Japan, ausgetragen wurde.
Die Borden Classic fanden zuvor 1979 und 1981 in Kyōto und 1980 in Nagoya statt.

## Siegerliste

### Einzel
| Jahr | Siegerin     | Finalgegnerin   | Ergebnis      |
| ---- | ------------ | --------------- | ------------- |
| 1982 | Lisa Bonder  | Shelley Solomon | 2:6, 6:0, 6:3 |
| 1983 | Lisa Bonder  | Laura Arraya    | 6:1, 6:3      |
| 1984 | Etsuko Inoue | Beth Herr       | 6:0, 6:0      |

### Doppel
| Jahr | Siegerinnen                | Finalgegnerinnen                      | Ergebnis      |
| ---- | -------------------------- | ------------------------------------- | ------------- |
| 1982 | Naoko Satō Brenda Remilton | Laura duPont Barbar Jordan            | 2:6, 6:3, 6:3 |
| 1983 | Chris O’Neil Pam Whytcross | Brenda Remilton Naoko Satō            | 5:7, 7:6, 6:3 |
| 1984 | Mercedes Paz Ronni Reis    | Emilse Raponi Longo Adriana Villagrán | 6:4, 7:5      |